# Charles Ray (Künstler)
Charles Richardson Ray (* 1953 in Chicago) ist ein US-amerikanischer Objektkünstler, Multimedia- und Filmkünstler.
Charles Ray studierte an der University of Iowa, Iowa City und erwarb seinen Abschluss im Jahr 1975 (cum laude). Danach studierte er weiterhin an der Mason Gross School of Art, Rutgers University in New Jersey bis 1979.
Charles Ray hatte seine erste Einzelausstellung im Jahr 1983 in Los Angeles. Seit dieser Zeit wird seine Kunst auf zahlreichen Ausstellungen, Biennalen und in Museen weltweit gezeigt. Er war zwei Mal Teilnehmer der Biennale von Venedig (1993 und 2003) und der DOCUMENTA IX im Jahr 1992 in Kassel.
Im Jahre 2008 wurde er mit der Aufnahme in die American Academy of Arts and Sciences geehrt. Seit 2024 ist er Mitglied der American Academy of Arts and Letters.
Charles Ray lebt und arbeitet in Los Angeles.

## Einzelausstellungen
- 2021: Charles Ray. Figure Ground, The Metropolitan Museum of Art in New York[1]
- 2014 Kunstmuseum Basel, Charles Ray, Werke von 1997 bis 2014, in Zusammenarbeit mit dem Art Institute of Chicago, 15. Juni 2014 bis 28. September 2014 (kuratiert von Bernhard Mendes Bürgi); in Chicago 2015.
- 1991 Galerie Metropol, Wien / Galerie Claire Burrus, Paris / Galerie Joost Declerq, Gent / Donald Young Gallery, Seattle / Feature New York
- 1990 Newport Harbor Art Museum, Newport Beach / Burnett Miller Gallery, Los Angeles / Feature, New York / Galerie Claire Burrus, Paris
- 1989 Mattress Factory, Pittsburgh / Burnett Miller Gallery, Los Angeles / Feature, New York
- 1988 Burnett Miller Gallery, Los Angeles / Feature, New York
- 1987 Burnett Miller Gallery, Los Angeles / Feature, New York
- 1985 Mercer Union, Toronto / New Langton Arts, San Francisco
- 1983, 64 Market Street, Los Angeles / New Langton Arts, San Francisco

## Gruppenausstellungen
- 2006 LOS ANGELES 1955–1985 Centre Pompidou, Paris / Figures in the Field, Museum of Contemporary Art, Chicago / Flashback Museum für Gegenwartskunst, Basel
- 2005 Take Two Museum of Modern Art, New York / ECSTASY Museum of Contemporary Art, Los Angeles / Drunk vs. Stoned 2 Gavin Brown, New York / Open Systems Tate Modern, London / Bidibidobidiboo Fondazione Sandretto Re Rebaudengo, Turin / Mythologies Walker Art Center, Minneapolis
- 2004 The Last Picture Show Fotomuseum, Winterthur / Camera/Action MoCP, Chicago / Bottle Aldrich Contemporary Art Museum, Ridgefield / Artists Favourites (Act 2) ICA London / Monument to Now Deste Foundation, Athen / THE LAST PICTURE SHOW MARCO, Vigo / Persona IKON Ltd, Santa Monica / Close-Up – Reykjavík Arts Festival National Gallery of Iceland, Reykjavík / Bodily Space Albright-Knox Art Gallery, Buffalo / The Last Picture Show UCLA Hammer Museum, Los Angeles
- 2003 Carol Bove, Charles Raymond THE JOY OF SEX CUBITT Gallery and Studios, London / The Last Picture Show: Photography Walker Art Center, Minneapolis / Colección Sandretto Re Rebaudengo IVAM Valencia / Everyday Aesthetics Astrup Fearnley Museet, Oslo / 50. Biennale von Venedig / Inaugural Exhibition Regen Projects, Los Angeles /
- 2001 Abbild / steirischer herbst, Graz
- 1999 Museum of Contemporary Art (Chicago), Chicago
- 1997 4. Biennale de Lyon 1997, Lyon / Skulptur.Projekte in Münster 1997, Münster / Louisiana Museum of Modern Art, Humlebæk
- 1995 Centre Georges Pompidou, Paris
- 1993 45. Biennale von Venedig
- 1992 DOCUMENTA IX, Kassel